# 燈眼魚科
燈眼魚科（學名Anomalopidae）是輻鰭魚綱燧鲷目的其中一科。

## 下级分类
燈眼魚科下分4個屬，如下：

### 燈頰鯛屬（Anomalops）
- 燈頰鯛 Anomalops katoptron ：又稱燈眼魚。

### 隱燈眼鯛屬（Kryptophanaron）
- 阿氏隱燈眼鯛 Kryptophanaron alfredi

### 盾眼鯛屬（Parmops）
- 閃光盾眼鯛 Parmops coruscans
- 艾氏盾眼鯛 Parmops echinatus

### 燈眼魚屬（Photoblepharon）
- 眼燈眼魚 Photoblepharon palpebratum
- 史氏燈眼魚 Photoblepharon steinitzi

### Phthanophaneron屬
- 哈氏隱燈眼鯛 Phthanophaneron harveyi

### 原燈頰鯛屬（Protoblepharon）
- 羅氏原燈頰鯛 Protoblepharon rosenblatti